# Gracilinanus microtarsus
Gracilinanus microtarsus (Portugees: Cuíca-graciosa) is een zoogdier uit de familie van de Opossums (Didelphidae). De wetenschappelijke naam van de soort werd voor het eerst geldig gepubliceerd door Johann Andreas Wagner in 1842.

## Voorkomen
De soort komt voor in het zuidoosten van Brazilië.

## Afbeeldingen

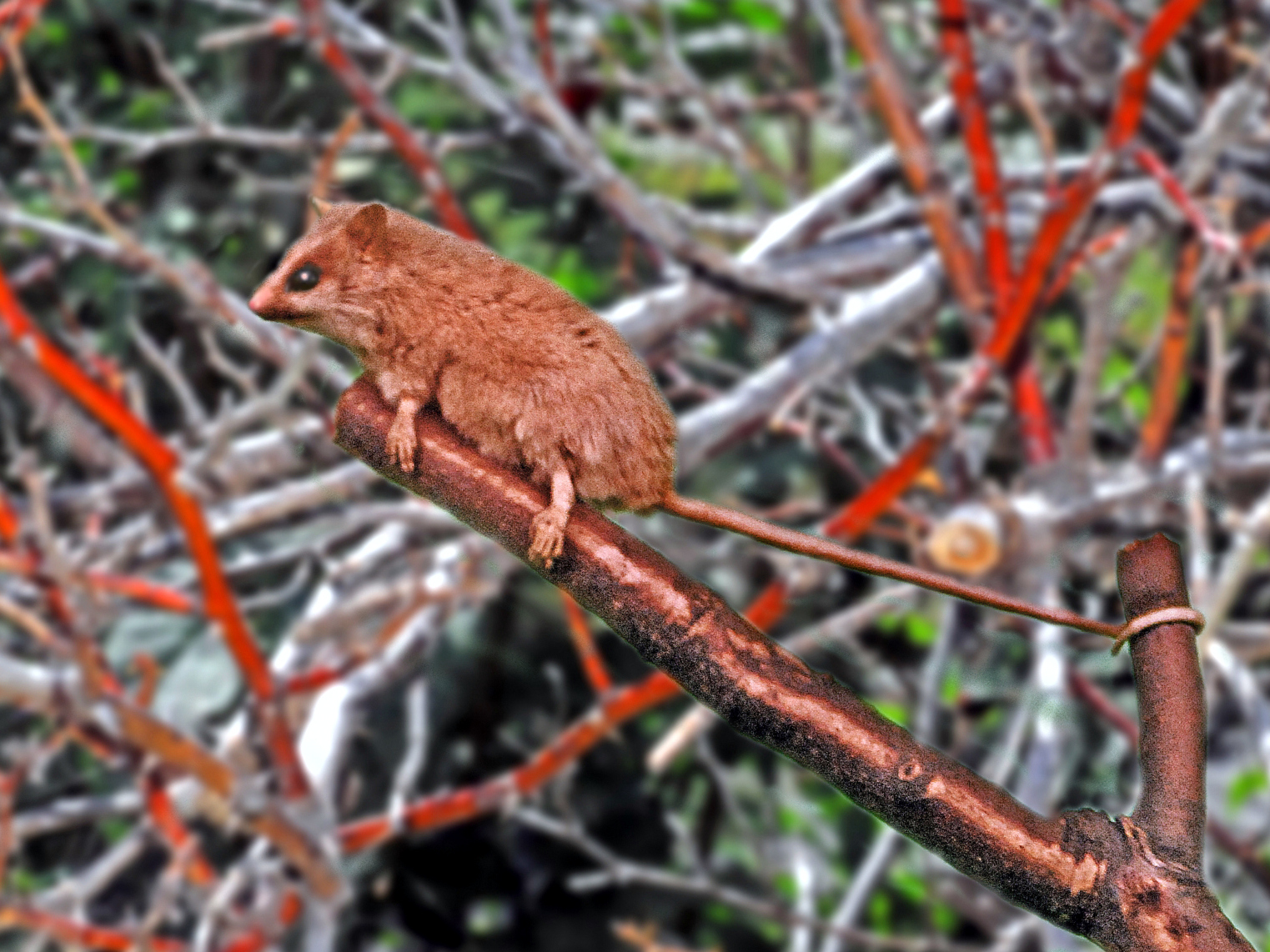
Opgezet exemplaar
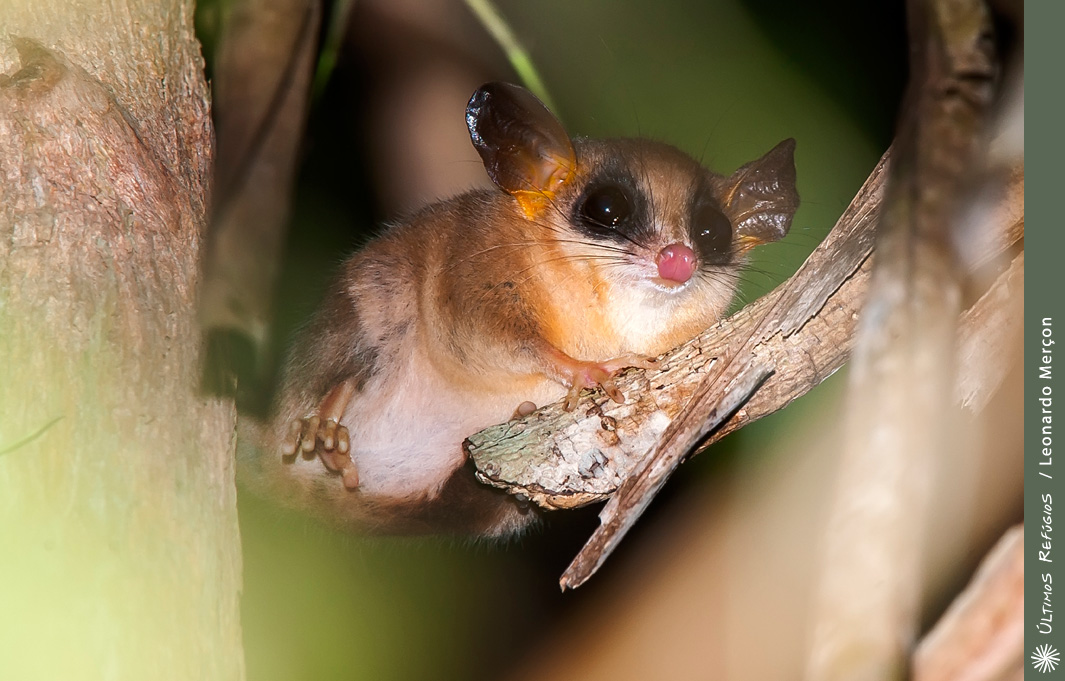
Gracilinanus microtarsus in Sooretama (ES)